# 150129 Besshi
150129 Besshi è un asteroide della fascia principale. Scoperto nel 1994, presenta un'orbita caratterizzata da un semiasse maggiore pari a 2,5411485 UA e da un'eccentricità di 0,2299581, inclinata di 5,39608° rispetto all'eclittica.